# Eutimesius ornatus
Eutimesius ornatus – gatunek kosarza z podrzędu Laniatores i rodziny Stygnidae.

## Występowanie
Gatunek występuje w północnej części Ameryki Południowej. Wykazany dotychczas z Kolumbii oraz Wenezueli.